# Nij Beets
Nij Beets is een dorp in de gemeente Opsterland, in de Nederlandse provincie Friesland. Het ligt ongeveer 12 kilometer ten zuidwesten van Drachten. In 2025 telde het dorp 1642 inwoners. Door het dorp loopt het Polderhoofdkanaal (ook wel Nieuw-Beetstervaart genoemd). Nij Beets is centraal gelegen in het gebied dat grenst aan het bos van Beetsterzwaag en het watergebied De Alde Feanen (Nationaal Park).

## Geschiedenis
(Oud) Beets, het oorspronkelijke dorp, zou in de middeleeuwen een welvarend en levendig dorp zijn geweest, met de parochiekerk gewijd aan de heilige Gertrudis als centraal punt. Dit werd later de Adelskerk. De naam is waarschijnlijk afgeleid van het woord "beke", dat verwijst naar het riviertje de Boorne, ook bekend als het Oud- of Koningdiep, dat door het gebied stroomt.  
In 1863 stichtten veenarbeiders een nieuwe kern in het poldergebied van Beets, dat bekend werd als Nieuw Beets, het huidige Nij Beets, en zo werd het oorspronkelijke dorp Beets: Oud Beets. Deze groep veenarbeiders, die ook wel de Gietersen werden genoemd, kwam rond 1860 naar het gebied om het veen af te graven en er turf van te maken.  
De veenarbeiders verdienden weinig en woonden in plaggenhutten die ze vaak zelf moesten maken. Ook boten waarmee eerder turf vervoerd werd, maar die daarvoor niet meer bruikbaar waren, werden voor bewoning geschikt gemaakt. In de 19e eeuw kwam het Beets in de polder, zoals de nieuwe armoedige kern ook wel werd aangeduid, een aantal keren in opspraak. Er vonden tussen 1870 en 1890 elf veenopstanden plaats. 
Een bepalend moment was de staking van 1890, waarbij duizenden arbeiders het werk neerlegden uit protest tegen de lage lonen en slechte werkomstandigheden. De socialistische voorman Ferdinand Domela Nieuwenhuis bezocht Nieuw Beets 7 keer, sprak er duizenden arbeiders toe en schonk een geldbedrag ter ondersteuning van hun strijd. In het dorp wordt zijn betrokkenheid nog altijd herdacht, onder andere met een portret van Domela Nieuwenhuis in het café.
Ongeveer rond 1900 werd de nieuwe kern in de volksmond aangeduid als Nieuw Beets omdat de PTT deze naam hanteerde. Die situatie bleef, ook toen op 1 augustus 1925 Beets (Oud Beets), opging in Beetsterzwaag. Naar aanleiding van een verzoek van Plaatselijk Belang kwam de naam van het nieuwe Beets op de politieke agenda. Met 13 stemmen vóór en 4 tegen koos de gemeenteraad van Opsterland voor de naam Nij Beets. De door Plaatselijk Belang gewenste naam Nieuw Beets haalde het niet.

## Museum
In Nij Beets staat het openluchtmuseum It Damshûs, dat is gewijd aan de geschiedenis van de veenderij. De naam van het museum is ontleend aan het veenarbeidershuisje dat er naar is overgebracht en dat eigendom was van een familie Dam. Op het terrein van het museum staat ook de Tjasker Nij Beets.

## Sport
Sportpark de Blauwe Kamp is een sportcomplex in het Nij Beets. Het park biedt diverse sportfaciliteiten, waaronder de voetbalvereniging VV Blue Boys, een openlucht zwembad, een tennisbaan en mogelijkheden voor beachvolleybal en jeu de boules.
Daarnaast zijn er in het dorp verschillende andere sportmogelijkheden, zoals volleybal, sloeproeien, schietsport, gymnastiek, biljart en een ijsbaan.

## Onderwijs
Nij Beets heeft één basisschool "de doarpsskoalle".

## Geboren in Nij Beets
- Feite Faber (1923-2010), burgemeester
- Hannie Bruinsma-Kleijwegt (1936-2021), politica
- Dirkje Postma (1951), hoogleraar
- Jan Schulting (1956), voetballer en voetbaltrainer
- Femke Kok (2000), schaatsster

## Bekende (voormalig) inwoners van Nij Beets
- Jeen van den Berg, schaatser
- Derek de Lint, acteur
- Petra Grimbergen, wielrenster en marathon schaatsster
- Tom-Jelte Slagter, wielrenner
- Teun Wilke, voetballer
- Femke Kok, schaatsster
- Anko Postma, politicus